# Cime tempestose (film 1992)
Cime tempestose è un film del 1992 diretto da Peter Kosminsky, adattamento dell'omonimo romanzo di Emily Brontë.